# FC Sochaux-Montbéliard
FC Sochaux-Montbéliard je nogometni klub iz Francije.